# جيزان
مدينة جيزان وهي العاصمة الإدارية لمنطقة جازان الواقعة في أقصى الجنوب الغربي للمملكة العربية السعودية وتقع تحديداً غرب المنطقة على ساحل البحر الأحمر. ويوجد بها مقر الإمارة وميناء جازان وكذلك مطار الملك عبد الله الإقليمي.

## التسمية
العاصمة الإدارية للمنطقة: تسمية «جيزان» هي تسمية حديثة للمدينة للتفريق بين جازان المدينة الساحلية وجازان المنطقة الإدارية.
المنطقة الإدارية: تسمية «جازان» هي التسمية المستخدمة لمنطقة جازان الواقعة في أقصى الجنوب الغربي للمملكة العربية السعودية. تردد اسم جازان بهذا اللفظ، على الأقل منذ بداية التاريخ الإسلامي على صفحات كثير من المصادر التاريخية والأدبية، كما تردد على صفحات كتب الحديث والتراجم إلا أن نجم شهرته تأثر تألقاً وأفولاً تبعاً لقوة تأثيره في الحديث السياسي. وربما ساهمت المراكز السياسية بمسمياتها المنوه عنها آنفاً في بُعد هذا الاسم عن مسرح الإعلام السياسي، لشغل تلك المسميات مساحة كبيرة منه ومع ذلك تمكن اسم جازان بين وقت وآخر من تحقيق الحضور الإعلامي المناسب ابتداء بجازان الوادي، ومروراً بجازان الداخلية، ثم جازان البندر (الساحلية) وانتهاء بجازان المقاطعة ثم جازان المنطقة الإدارية.

## تاريخياً

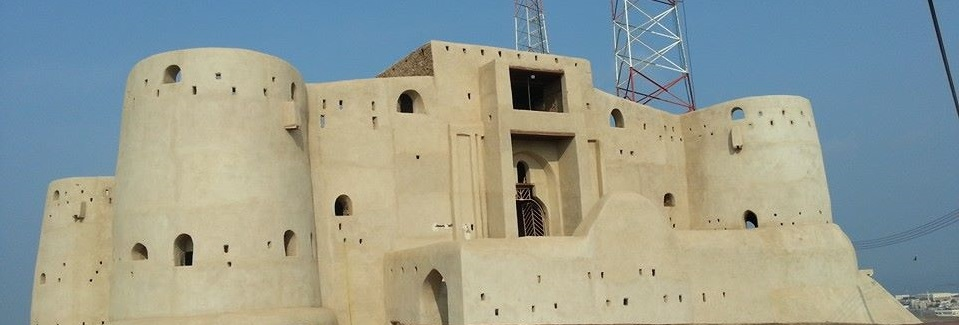
قلعة الدوسرية.

جازان اسم يطلق على وجه العموم على الوادي المعروف من أعلاه إلى مصبه وما على عدوتيه من قرى. وقد ورد اسم جازان في كتاب اليعقوبي وذكرها الهمداني.
مرت جازان بأطوار عديدة في الجاهلية والإسلام، ويلاحظ المتمعن في تاريخها ارتباطاً وثيقاً بينها وإقليم تهامة وبخاصة في عهد النبوة إلى عصر القوة من أحداث التاريخ بنهاية الدولة العباسية ثم أخذت تكون كياناً مستقلاً عُرف في القرن الرابع الهجري بالمخلاف السليماني وهو الاسم الذي تميزت به المنطقة حتى دخولها في العهد السعودي، ورغم تعاقب هذه الأطوار والعهود فإن جازان احتفظت بمكانتها السياسية الهامة لاعتبارات منها:
أولاً: موقعها على ساحل البحر الأحمر على الضفة الشرقية منه قبالة الشواطئ الشرقية لإفريقيا مما سمح بإقامة علاقات تجارية بينها وبين هذه القارة منذ أكثر من ثلاثة آلاف سنة كما تشير إلى ذلك الكتابات التوثيقية في المتاحف الوطنية في المملكة العربية السعودية.
ثانياً: كان موقعها يجعلها ممراً هاماً للقوافل ووجود الميناء على البحر الأحمر له أثره في مشاركتها الفاعلة في أحداث التاريخ منذ أكثر من ألفي سنة، فكانت قريش تسلك طريق جازان وهي تقوم برحلتها إلى اليمن والحبشة قادمة من تهامة.

## الجغرافيا والسكان

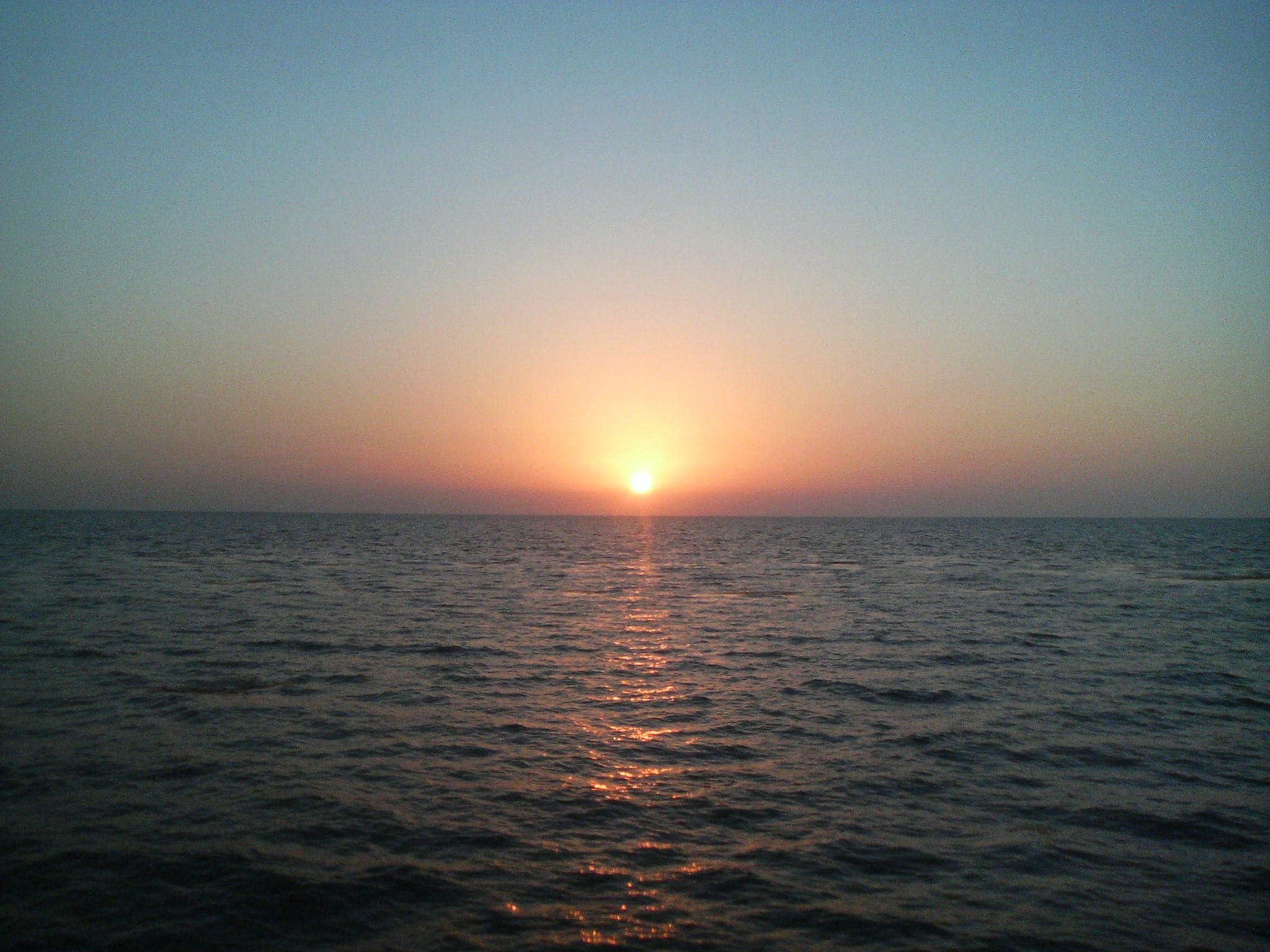
لحظة غروب الشمس من الكورنيش الجنوبي بالقرب من موقع القرية التراثية.

تقع المدينة غرب منطقة جازان، ويحدها من الشمال محافظة صبيا ومن الشرق محافظة أبو عريش ومحافظة ضمد إلى الشمال الشرقي، ويحدها من الجنوب كل من محافظتي صامطة وأحد المسارحة ومن الغرب البحر الأحمر، وتبعد عنها جزر فرسان بحوالي 45 كم غرباً.
ويبلغ عدد سكان مدينة جازان 134,764 نسمة حسب إحصائية الهيئة العامة للإحصاء لعام 2017، بينما يبلغ عدد سكان منطقة جازان أكثر من 1,365,110 نسمة.
بلغ عدد سكان مدينة جازان حسب تعداد السعودية 2022 (200,911) نسمة.

### المناخ
يتأثر مناخ مدينة جيزان بموقعها على البحر الأحمر فتصل درجة الحرارة في شهر يناير إلى أعلى مستوى حيث تبلغ حوالي 31 درجة مئوية بينما تنخفض إلى حوالي 22 درجة مئوية وهو أدنى مستوى، وفي شهر يوليو يبلغ متوسط درجة الحرارة حوالي 33 درجة مئوية، كما أن معدل الرطوبة النسبية في شهر يناير 74% وفي شهر أغسطس 66% والمتوسط على مدار العام 68%.

| البيانات المناخية لـجازان         | البيانات المناخية لـجازان | البيانات المناخية لـجازان | البيانات المناخية لـجازان | البيانات المناخية لـجازان | البيانات المناخية لـجازان | البيانات المناخية لـجازان | البيانات المناخية لـجازان | البيانات المناخية لـجازان | البيانات المناخية لـجازان | البيانات المناخية لـجازان | البيانات المناخية لـجازان | البيانات المناخية لـجازان | البيانات المناخية لـجازان |
| الشهر                             | يناير                     | فبراير                    | مارس                      | أبريل                     | مايو                      | يونيو                     | يوليو                     | أغسطس                     | سبتمبر                    | أكتوبر                    | نوفمبر                    | ديسمبر                    | المعدل السنوي             |
| --------------------------------- | ------------------------- | ------------------------- | ------------------------- | ------------------------- | ------------------------- | ------------------------- | ------------------------- | ------------------------- | ------------------------- | ------------------------- | ------------------------- | ------------------------- | ------------------------- |
| الدرجة القصوى °م (°ف)             | 39 (102)                  | 39 (102)                  | 39 (102)                  | 41 (106)                  | 44 (111)                  | 48 (118)                  | 49 (120)                  | 48 (118)                  | 42 (108)                  | 43 (109)                  | 39 (102)                  | 38 (100)                  | 49 (120)                  |
| متوسط درجة الحرارة الكبرى °م (°ف) | 29.7 (85.5)               | 30.6 (87.1)               | 32.3 (90.1)               | 34.6 (94.3)               | 37.1 (98.8)               | 37.9 (100.2)              | 37.2 (99.0)               | 37.2 (99.0)               | 36.8 (98.2)               | 36.2 (97.2)               | 33 (91)                   | 31.4 (88.5)               | 34.5 (94.1)               |
| المتوسط اليومي °م (°ف)            | 25.7 (78.3)               | 26.5 (79.7)               | 28 (82)                   | 30 (86)                   | 32.3 (90.1)               | 33.6 (92.5)               | 33.4 (92.1)               | 33.3 (91.9)               | 32.4 (90.3)               | 31 (88)                   | 28.2 (82.8)               | 26.5 (79.7)               | 30.1 (86.1)               |
| متوسط درجة الحرارة الصغرى °م (°ف) | 21.8 (71.2)               | 22.5 (72.5)               | 23.8 (74.8)               | 25.4 (77.7)               | 27.6 (81.7)               | 29.3 (84.7)               | 29.6 (85.3)               | 29.4 (84.9)               | 28 (82)                   | 25.8 (78.4)               | 23.5 (74.3)               | 21.6 (70.9)               | 25.7 (78.2)               |
| أدنى درجة حرارة °م (°ف)           | 15 (59)                   | 9 (48)                    | 16 (61)                   | 11 (52)                   | 19 (66)                   | 20 (68)                   | 21 (70)                   | 17 (63)                   | 20 (68)                   | 19 (66)                   | 14 (57)                   | 17 (63)                   | 9 (48)                    |
| الهطول مم (إنش)                   | 11 (0.4)                  | 5 (0.2)                   | 6 (0.2)                   | 8 (0.3)                   | 7 (0.3)                   | 1 (0.0)                   | 8 (0.3)                   | 19 (0.7)                  | 8 (0.3)                   | 8 (0.3)                   | 13 (0.5)                  | 12 (0.5)                  | 106 (4)                   |
| المصدر: Climate-Data.org          |                           |                           |                           |                           |                           |                           |                           |                           |                           |                           |                           |                           |                           |

جدول بيانات آخر يوضح درجات الحرارة ببيانات أخرى.
| البيانات المناخية لـجازان         | البيانات المناخية لـجازان | البيانات المناخية لـجازان | البيانات المناخية لـجازان | البيانات المناخية لـجازان | البيانات المناخية لـجازان | البيانات المناخية لـجازان | البيانات المناخية لـجازان | البيانات المناخية لـجازان | البيانات المناخية لـجازان | البيانات المناخية لـجازان | البيانات المناخية لـجازان | البيانات المناخية لـجازان | البيانات المناخية لـجازان |
| الشهر                             | يناير                     | فبراير                    | مارس                      | أبريل                     | مايو                      | يونيو                     | يوليو                     | أغسطس                     | سبتمبر                    | أكتوبر                    | نوفمبر                    | ديسمبر                    | المعدل السنوي             |
| --------------------------------- | ------------------------- | ------------------------- | ------------------------- | ------------------------- | ------------------------- | ------------------------- | ------------------------- | ------------------------- | ------------------------- | ------------------------- | ------------------------- | ------------------------- | ------------------------- |
| متوسط درجة الحرارة الكبرى °م (°ف) | 31 (88)                   | 32 (90)                   | 34 (93)                   | 36 (97)                   | 39 (102)                  | 38 (100)                  | 39 (102)                  | 38 (100)                  | 38 (100)                  | 37 (99)                   | 35 (95)                   | 32 (90)                   | 36 (97)                   |
| المتوسط اليومي °م (°ف)            | 25 (77)                   | 26 (79)                   | 27 (81)                   | 29 (84)                   | 32 (90)                   | 33 (91)                   | 32 (90)                   | 33 (91)                   | 33 (91)                   | 31 (88)                   | 28 (82)                   | 26 (79)                   | 30 (86)                   |
| متوسط درجة الحرارة الصغرى °م (°ف) | 20 (68)                   | 20 (68)                   | 20 (68)                   | 22 (72)                   | 24 (75)                   | 27 (81)                   | 27 (81)                   | 27 (81)                   | 25 (77)                   | 24 (75)                   | 21 (70)                   | 19 (66)                   | 23 (73)                   |
| الهطول مم (إنش)                   | 0 (0)                     | 4 (0.2)                   | 0 (0)                     | 18 (0.7)                  | 0 (0)                     | 0 (0)                     | 4 (0.2)                   | 1 (0.0)                   | 5 (0.2)                   | 4 (0.2)                   | 2 (0.1)                   | 0 (0)                     | 38 (1.5)                  |
| المصدر: ClimateTemp               |                           |                           |                           |                           |                           |                           |                           |                           |                           |                           |                           |                           |                           |

## المعالم التاريخية

### قلعة الدوسرية
تقع قلعة الدوسرية وسط مدينة جيزان فوق جبل يطل على البحر الأحمر في أعلى قمة جبل جازان، وعلى ارتفاع يقدر بنحو مئة وخمسين مترا فوق سطح البحر، وتأخذ القلعة شكل المربع ومساحتها الإجمالية تقدر بنحو تسعمئة متر مربع، وهي مدعمة بأربعة أبراج ضخمة.

### جبل الملح
تقع مدينة جيزان على قمة كبيرة من الملح الصخري وخاصة أحياؤها القديمة وهي حارة العشيماء وحارة الجبل والجبل الأحمر والمضريبة كذلك يوجد بكميات كبيرة في الجبال الرسوبية المتحولة التي تفصل مدينة جازان عن البحر من الناحية الغربية ويوجد في هذه الجبال الكثير من الأحافير وهذا يدل على أنها كانت مغمورة بالمياه.

### حراج المضريبة
هو حراج مرتبط بتاريخ المدينة، والمضريبة عبارة عن ساحة كبيرة بحي الجبل في وسط مدينة جيزان. وهو حراج متكامل لبيع جميع المستلزمات المنزلية والأثاث المستعمل وغيرها، وقيل أن سبب تسمية الحراج بالمضريبة يرجع إلى أن موقع الحراج يوجد به كميات كبيرة من الملح فكان الناس يقومون بضرب الأرض لاستخراج الملح فسمي الحراج بهذا الاسم نسبة إلى ضرب الملح وتكسيره، وهو حراج مشهور على مستوى منطقة جازان وقديماً كان يباع فيه الملح حيث أن الحراج يقع فوق كميات كبيرة من الملح ويباع فيه الحبوب والأعلاف وجميع الأشياء في ذلك الوقت.

## الخدمات

### الرعاية الصحية
تضم المدينة عدداً من المستشفيات الحكومية والخاصة بالإضافة إلى مراكز الرعاية الأولية، ومن أهم المستشفيات والمستوصفات الحكومية:
- مستشفى الأمراض الصدرية.
- مستشفى الصحة النفسية.
- مستشفى الأمير محمد بن ناصر.
- مستشفى جازان العام.[12]
- مركز صحي قوى الأمن.

### التعليم
- جامعة جازان
- الجامعة السعودية الالكترونية
- الكلية التقنية بجازان
- المعهد المهني الصناعي
- معهد جازان التقني
- معهد جازان العلمي
- معهد المعلمات

### فنادق وشاليهات
- فندق انتور جازان 
 (طريق الأمير محمد بن ناصر)
- ساسو سويت للاجنحة الفندقية
 (حي السويس الإسكان الخيري)
- بن جربوع للفلل والشقق المفروشة
 (خلف اسواق الجسر)
- فندق جازان إن
 (مخطط 6 بجوار دوار الصدفة)
- فندق برج اوقات سعيدة
 (طريق الميناء بجوار أمانة منطقة جازان)
- فندق جازان أوركيد
 (مخطط 5 بجوار مجمع المهند)
- منتجع راديسون بلو
 (طريق الكورنيش الشمالي)
- فندق اثيل جازان
 (طريق الأمير سلطان بجوار سوق شمس)
- فندق حياة جازان
 (طريق الميناء بجوار الميناء امام المديرية العامة لحرس الحدود)
- شاليهات الفارس
 (جزيرة المرجان - الكورنيش الجنوبي)
- شاليهات السلوى
 (جزيرة المرجان-الكورنيش الجنوبي)
- مرسى الأحلام السياحي
 (جزيرة المرجان خلف الاستاد الرياضي)
- فندق عدنان جازان
 (شارع المطلع)
- روتانا للأجنحة الفندقية
 (مخطط 6 خلف فندق جازان إن)
- كادي جازان للاجنحة الراقية
 (شارع المطلع)
- جازان رويال سويت
 (خلف مجمع اللأتصالات)
- فندق ماريوت 
 (مجمع الراشد مول)

## المطار الإقليمي
يقع مطار الملك عبد الله الإقليمي في مدينة جيزان ويبعد عن وسط المدينة بحوالي 3 كم، كما أنه يخدم المنطقة كافة. وقد افتتح المطار سنة 1981م، وتبلغ مساحته حوالي 4.7 كم2. وتخدم المسافرين في المطار كل من الخطوط السعودية وطيران ناس وطيران الخليج، ويتم حالياً العمل على إنشاء مطار جديد في موقع مختلف عن الموقع الحالي.

## الميناء

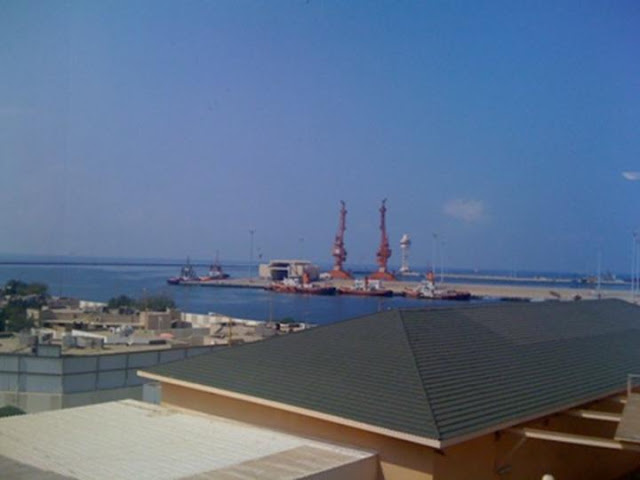
ميناء جازان.

يقع ميناء جازان شمال غرب المدينة هو أحد الموانئ السعودية على البحر الأحمر ويقع على مسافة 190 ميلا تقريباً شمال مضيق باب المندب، والميناء قريب جداً من طرق التجارة البحرية الشرقية والغربية بين أوروبا والشرق الأقصى والخليج العربي وشرق أفريقيا.

## الأحياء
تضم المدينة عدداً من الأحياء والمخططات، وهي:
- الشاطئ
- المطار
- ملحق المطار
- الروضة الشمالية
- الروضة الجنوبية
- الصفا
- الجبل
- السويس
- المنطقة الصناعية
- المرجان
- مخططات (5 و6 و7 و8)

## مهرجان جازان الشتوي
هو مهرجان سياحي يقام في فصل الشتاء تنظمه مجلس التنمية السياحية بالمنطقة بالتعاون مع الهيئة العامة للسياحة والتراث الوطني ويشتمل على العديد من
البرامج والأنشطة والفعاليات والعروض المسرحية ويهدف إلى إبراز تراث المنطقة الشعبي الزاخر وتقديمه كمنتج سياحي من خلال قرية جازان التراثية الواقعة في كورنيش جازان الجنوبي التي باتت معلماً ثقافياً من معالم المنطقة.

## وصلات خارجية
- مطار الملك عبد الله الإقليمي
- صفحة الميناء في موقع المؤسسة العامة للموانئ.